# Ngô Đức Thọ (thẩm phán)
Ngô Đức Thọ (sinh ngày 12 tháng 12 năm 1966) là thẩm phán cao cấp người Việt Nam. Ông giữ chức vụ Chánh án Tòa án nhân dân tỉnh Đắk Nông từ tháng 10 năm 2014 đến tháng 9 năm 2023. Ông là đảng viên Đảng Cộng sản Việt Nam.

## Xuất thân và giáo dục
Ngô Đắc Thọ sinh ngày 12 tháng 12 năm 1966, người dân tộc Kinh, không theo tôn giáo nào. Ông sinh ra tại làng Đại Phong, một làng nghèo thuộc xã Phong Thủy, huyện Lệ Thủy, tỉnh Quảng Bình.
Cha ông là liệt sĩ, hi sinh vào năm 1969 khi ông chưa đầy 3 tuổi.
Khi chưa đầy 17 tuổi, ông đã lên đường vào nam lập nghiệp ở tỉnh miền núi Đắk Nông.
Ông có trình độ giáo dục phổ thông 10/10. Ông có bằng Cử nhân Đại học chuyên ngành Luật. Ông có bằng Cao cấp lí luận chính trị.
Ông hiện cư trú ở Phường Nghĩa Tân, thị xã Gia Nghĩa, tỉnh Đắk Nông.

## Sự nghiệp
Ngày 7 tháng 5 năm 1999, Ngô Đức Thọ gia nhập Đảng Cộng sản Việt Nam.
Từ năm 2011 đến tháng 11 năm 2014, Ngô Đức Thọ là Ủy viên Ban cán sự Đảng Cộng sản Việt Nam Tòa án nhân dân tỉnh Đắk Nông.
Ngày 3 tháng 11 năm 2014, Chánh án Tòa án nhân dân tối cao Việt Nam Trương Hòa Bình đã bổ nhiệm Thẩm phán Ngô Đức Thọ, Phó Chánh án Tòa án nhân dân tỉnh Đắk Nông giữ chức vụ Chánh án Tòa án nhân dân tỉnh Đắk Nông (quyết định số 1423 ngày 31 tháng 10 năm 2014).
Từ tháng 11 năm 2014 đến nay (2018), Ngô Đức Thọ là Bí thư Ban cán sự Đảng Cộng sản Việt Nam Tòa án nhân dân tỉnh Đắk Nông.
Ngày 17 tháng 4 năm 2018, Ngô Đức Thọ được Chủ tịch nước Việt Nam Trần Đại Quang bổ nhiệm chức danh Thẩm phán cao cấp.
Hiện nay, Ngô Đức Thọ là Thẩm phán cao cấp Tòa án cấp cao tại TP Hồ Chí Minh.

## Phong tặng
- Danh hiệu "Chiến sĩ thi đua cơ sở" trong nhiều năm liền[3]
- Bằng khen của Chánh án Tòa án nhân dân tối cao Việt Nam[3]
- Bằng khen của Chủ tịch Ủy ban nhân dân tỉnh Đắk Nông[3]